# Club Santos Laguna Femenil
El Club Santos Laguna Femenil es un equipo de fútbol femenino mexicano que participa en la Liga MX Femenil. El equipo juega en el Estadio Corona con sede en Torreón, Coahuila, México. Es filial del Santos Laguna, equipo de la Primera División de México.

## Historia
El 5 de diciembre de 2016, Enrique Bonilla, presidente de la Liga MX, anunció la creación de una liga profesional para mujeres. El 2 de febrero de 2017, José Riestra, vicepresidente del Santos Laguna, anunció de manera oficial la creación del equipo femenil de la institución en una conferencia de prensa realizada en el Auditorio Orlegi del TSM. Se realizaron visorias los días 6, 8 y 10 de febrero en donde participaron más de 1500 mujeres.
El equipo tuvo su debut el 3 de mayo de 2017 en un partido de la Copa MX Femenil, se enfrentaron ante Necaxa con resultado final de un marcador de 2-0 a favor de las necaxistas, las 11 jugadoras que iniciaron el partido fueron: Diana Sánchez, Karla Martínez, Osmara Camacho, Blanca Rodríguez, Marcela Guerra, Yuliana Adriano, Andrea González, Yahaira Flores, Patricia Torres, Brenda Porras y Susan Polina. En su segundo partido disputado el 4 de mayo obtuvieron su primera victoria al derrotar 3-0 al Cruz Azul, Yuliana Adriano anotó el primer gol en la historia del club al minuto 11 del partido. Al final de la competencia registraron 2 derrotas y una victoria.
El 29 de julio disputaron su primer partido de liga como locales ante el León, el resultado fue favorable para las Guerreras por marcador de 2-1 y las titular del encuentro fueron: Jennifer García, María Núñez, Blanca Rodríguez, Marcela Guerra, Ana Yassin, Brenda López, Brenda Guevara, Yahaira Flores, Nancy Quiñones, Aide Pérez y Joseline Hernández. Blanca Rodríguez fue la autora del primer gol oficial en un partido de liga al primer minuto del partido.
Isela Ojeda se convirtió en la primera campeona de goleo de la institución al anotar siete goles en el Clausura 2019.
El 19 de enero de 2021, el club anunció el fallecimiento del entrenador Martín Pérez debido a complicaciones por el COVID-19. Pérez estuvo al mando del equipo desde el Clausura 2020.

## Indumentaria

### Proveedor
| Período     | Proveedor |
| ----------- | --------- |
| 2017 – 2018 | Puma      |
| 2018 – 2025 | Charly    |

### Patrocinadores
| - Corona Extra - Soriana - Grupo Lala - Industrias Peñoles - Caliente - Ómnibus de México - Grupo Simsa - Grupo Alameda - Burger King | - Sanatorio Español - Totalplay - Grupo Peñafiel - Pinturas Berel - Aeroméxico - Nivada Swiss - Fondo Unido México - Greening Group - Stori Card |

## Jugadoras

### Altas y bajas: Clausura 2024
Fecha de actualización: 8 de junio de 2024
| Altas        | Altas    | Altas                 |
| Jugadora     | Posición | Procedencia           |
| ------------ | -------- | --------------------- |
| María Peraza | Defensa  | Cruz Azul Fútbol Club |

 En Pretemporada existen jugadoras del equipo piloto, se contemplarán como altas si son registradas para el torneo.
| Bajas              | Bajas         | Bajas                                        |
| Jugadora           | Posición      | Destino                                      |
| ------------------ | ------------- | -------------------------------------------- |
| Karol Contreras    | Portera       | Club Deportivo Guadalajara (Fin de Préstamo) |
| Natalia Miramontes | Defensa       | Agente Libre                                 |
| Sofía García       | Defensa       | Agente Libre                                 |
| Arlett Tovar       | Defensa       | Agente Libre                                 |
| Maika Albéniz      | Defensa       | Agente Libre                                 |
| Cynthia Rodríguez  | Mediocampista | Club Deportivo Guadalajara (Fin de Préstamo) |
| Luisa de Alba      | Delantera     | Club Deportivo Guadalajara (Fin de Préstamo) |
| Juelle Love        | Delantera     | Agente Libre                                 |
| Alexxandra Ramírez | Mediocampista | Club Deportivo Guadalajara                   |
| Brenda López       | Mediocampista | Agente Libre                                 |
| Anna Henderson     | Mediocampista | Agente Libre                                 |
| Stephanie Soto     | Defensa       | Agente Libre                                 |
| Mallory Olson      | Delantera     | Agente Libre                                 |

Existen casos de jugadoras que estaba en el equipo piloto y fichan para otro equipo, la jugadora se considerará baja las que debutan en liga.

### Fuerzas Básicas

#### Sub-19
- La jugadora ya debutó en Primera División.

### Jugadoras internacionales
| Selección                                  | Categoría | Jugadoras       | #     |
| ------------------------------------------ | --------- | --------------- | ----- |
| México                                     | Sub-20    | Nicol De León   | (1)   |
| México                                     | Sub-17    | Nicol De León   | 1 (1) |
| México                                     | Sub-13    | Regina González | 1 (1) |
| Fecha de actualización: 23 de mayo de 2024 |           |                 |       |

Se consideran jugadoras internacionales si han recibido llamado a selecciones nacionales en los últimos 12 meses. Con negritas se muestran aquellas jugadoras que han sido llamadas en la última convocatoria. 

## Plantillas Importantes

### 11 Inicial en Copa
El Club Santos Laguna Femenil inicia la era profesional del fútbol femenil en la Copa MX Femenil el 3 de mayo de 2017, enfrentando a Club Necaxa y cayendo con un marcador de 2 a 0 en el Estadio de la Federación Mexicana de Fútbol.
| Alineación: - Diana Sánchez - Karla Martínez - Osmara Camacho - Blanca Rodríguez - Marcela Guerra - Patricia Torres - Andrea González - Brenda Porras - Susan Polina - Yahaira Flores - Yuliana Adriano - D.T. Armando Pedroza |  | D. Sánchez K. Martínez O. Camacho B. Rodríguez M. Guerra P. Torres A. González B. Porras S. Polina Y. Flores Y. Adriano |

### 11 Inicial en Liga
Las Guerreras inician su participación en la Liga MX Femenil el  29 de julio de 2017 en la cancha alterna del TSM, ganando con un marcador de 2 a 1 ante el Club León. Las anotadoras fueron Blanca Rodríguez (1') y Joseline Hernández (8').
| Alineación: - Jennifer García - María Núñez - Blanca Rodríguez - Marcela Guerra - Ana Yassin - Brenda López - Brenda Guevara - Yahaira Flores - Nancy Quiñones - Aidé Pérez - Joseline Hernández - D.T. Armando Pedroza |  | J. García M. Núñez B. Rodríguez M. Guerra A. Yassin B. López B. Guevara Y. Flores N. Quiñones A. Pérez J. Hernández |

### 1erPartido de Liguilla
Las laguneras inician su participación en la fase final de la Liga MX Femenil en los cuartos de final del torneo Apertura 2021 el 3 de diciembre de 2021 en el Estadio Corona, empatando a 2 goles con el Atlas Fútbol Club. Las anotadoras fueron Mariela Jiménez (56') y Estela Gómez (59'). 
| Alineación: - Nicole Buenfil - Lourdes de León - Lucero Lara - Nancy Quiñones - Katia Estrada - Brenda López - Estela Gómez - Joseline Hernández - Cinthya Peraza - Alexxandra Ramírez - Mariela Jiménez - D.T. Jorge Campos |  | N. Buenfil L. De León L. Lara N. Quiñones K. Estrada B. López E. Gómez J. Hernández C. Peraza A. Ramírez M. Jiménez |

## Estadísticas

### Copa de la Liga
Actualizado al último partido disputado el: 5 de mayo de 2017
| TORNEO        | PJ | PG | PE | PP | GF | GC | DIF | PTS | LOGRO             | EFE (%) |
| ------------- | -- | -- | -- | -- | -- | -- | --- | --- | ----------------- | ------- |
| Clausura 2017 | 3  | 1  | 0  | 2  | 3  | 4  | -1  | 3   | 7.º               | 33.3    |
| TOTAL         | 3  | 1  | 0  | 2  | 3  | 4  | -1  | 3   | 7.º Lugar General | 33.3 %  |

### Primera División
Actualizado al último partido disputado el: 4 de mayo de 2024
| TORNEO        | PJ  | PG | PE | PP  | GF  | GC  | DIF  | PTS | POSICIÓN                                     | LOGRO                                        | EFE (%) |
| ------------- | --- | -- | -- | --- | --- | --- | ---- | --- | -------------------------------------------- | -------------------------------------------- | ------- |
| Apertura 2017 | 14  | 1  | 2  | 11  | 11  | 46  | -35  | 5   | 15.º                                         | –                                            | 11.9    |
| Clausura 2018 | 14  | 8  | 0  | 6   | 21  | 19  | 2    | 24  | 8.º                                          | –                                            | 57.1    |
| Apertura 2018 | 16  | 1  | 4  | 11  | 14  | 34  | -20  | 7   | 17.º                                         | –                                            | 14.6    |
| Clausura 2019 | 16  | 5  | 3  | 8   | 19  | 25  | -6   | 18  | 11.º                                         | –                                            | 37.5    |
| Apertura 2019 | 18  | 4  | 4  | 10  | 17  | 28  | -11  | 16  | 16.º                                         | –                                            | 29.6    |
| Clausura 2020 | 9   | 0  | 2  | 7   | 8   | 18  | -10  | 2   | Suspendido debido a la pandemia por COVID-19 | Suspendido debido a la pandemia por COVID-19 | 7.4     |
| Apertura 2020 | 17  | 5  | 6  | 6   | 17  | 20  | -3   | 21  | 9.º                                          | –                                            | 41.2    |
| Clausura 2021 | 17  | 5  | 5  | 7   | 24  | 27  | -3   | 20  | 10.º                                         | –                                            | 39.2    |
| Apertura 2021 | 19  | 9  | 4  | 6   | 40  | 30  | 10   | 30  | 6.º                                          | Cuartos de final                             | 54.4    |
| Clausura 2022 | 17  | 5  | 2  | 10  | 17  | 29  | -12  | 17  | 13.º                                         | –                                            | 33.3    |
| Apertura 2022 | 17  | 6  | 1  | 10  | 24  | 36  | -12  | 19  | 14.º                                         | –                                            | 37.3    |
| Clausura 2023 | 17  | 4  | 5  | 8   | 19  | 36  | -17  | 17  | 14.º                                         | –                                            | 33.3    |
| Apertura 2023 | 17  | 0  | 5  | 12  | 12  | 51  | -39  | 5   | 17.º                                         | –                                            | 9.8     |
| Clausura 2024 | 17  | 2  | 2  | 13  | 15  | 65  | -50  | 8   | 17.º                                         | –                                            | 15.7    |
| TOTAL         | 225 | 55 | 45 | 125 | 258 | 464 | -206 | 209 | 13.º                                         | 1 Cuartos de final                           | 30.96 % |

### Campeonas de goleo
| Torneo        | Jugador     | Goles | Partidos | Promedio |
| ------------- | ----------- | ----- | -------- | -------- |
| Clausura 2019 | Isela Ojeda | 7     | 15       | 0.47     |

## Goles históricos

### Goles en Copa
| Gol                                       | Fecha             | Jugador               | Rival                 | Resultado | Notas           |
| ----------------------------------------- | ----------------- | --------------------- | --------------------- | --------- | --------------- |
| 1                                         | 4 de mayo de 2017 | Yuliana Adriano (11') | Cruz Azul Fútbol Club | 0 - 3     | Primer gol Copa |
| Fecha de actualización: 5 de mayo de 2017 |                   |                       |                       |           |                 |

### Goles en Liga
| Gol                                            | Fecha                  | Jugador                  | Rival             | Resultado | Notas           |
| ---------------------------------------------- | ---------------------- | ------------------------ | ----------------- | --------- | --------------- |
| 1                                              | 29 de julio de 2017    | Blanca Rodríguez (1')    | Club León         | 2 - 1     | Primer gol Liga |
| 50                                             | 9 de febrero de 2019   | Cinthya Peraza (20')     | Atlas Fútbol Club | 3 - 4     | Gol número 50   |
| 100                                            | 1 de noviembre de 2020 | Alexxandra Ramírez (13') | Club Necaxa       | 2 - 4     | Gol número 100  |
| 200                                            | 24 de agosto de 2022   | Desarae Félix (1')       | Tigres de la UANL | 1 - 4     | Gol número 200  |
| Fecha de actualización: 4 de noviembre de 2023 |                        |                          |                   |           |                 |

## Máximas goleadoras
Actualizado al último partido disputado el: 4 de mayo de 2024

### Máximas goleadoras en liga
| Pos | Nacionalidad | Nombre              | Goles |
| --- | ------------ | ------------------- | ----- |
| 1.º | México       | Cinthya Peraza      | 43    |
| 2.º | México       | Alexia Villanueva   | 34    |
| 3.º | México       | Alexxandra Ramírez  | 27    |
| 4.º | México       | Yahaira Flores      | 13    |
| 5.º | México       | Isela Ojeda         | 12    |
| 6.º | México       | Estela Gómez        | 10    |
| 7.º | México       | Ana Cristina Arvizu | 9     |
| 8.º | México       | Lía Romero          | 8     |
| 8.º | México       | Daniela Delgado     | 8     |
| 8.º | Costa Rica   | Sofía Varela        | 8     |

| Máximas goleadoras en temporada regular | Máximas goleadoras en temporada regular | Máximas goleadoras en temporada regular | Máximas goleadoras en temporada regular |
| Pos                                     | Nacionalidad                            | Nombre                                  | Goles                                   |
| --------------------------------------- | --------------------------------------- | --------------------------------------- | --------------------------------------- |
| 1.º                                     | México                                  | Cinthya Peraza                          | 42                                      |
| 2.º                                     | México                                  | Alexia Villanueva                       | 34                                      |
| 3.º                                     | México                                  | Alexxandra Ramírez                      | 27                                      |
| 4.º                                     | México                                  | Yahaira Flores                          | 13                                      |
| 5.º                                     | México                                  | Isela Ojeda                             | 12                                      |
| Máximas goleadoras en liguilla          |                                         |                                         |                                         |
| Pos                                     | Nacionalidad                            | Nombre                                  | Goles                                   |
| 1.º                                     | México                                  | Cinthya Peraza                          | 1                                       |
| 1.º                                     | México                                  | Estela Gómez                            | 1                                       |
| 1.º                                     | México                                  | Mariela Jiménez                         | 1                                       |

### Máximas anotadoras por temporada
| Máximas anotadoras por temporada de copa MX      | Máximas anotadoras por temporada de copa MX                       | Máximas anotadoras por temporada de copa MX |
| Torneo                                           | Jugadora                                                          | Goles                                       |
| ------------------------------------------------ | ----------------------------------------------------------------- | ------------------------------------------- |
| Copa MX 2017                                     | Yuliana Adriano                                                   | 1                                           |
| Copa MX 2017                                     | Susan Polina                                                      | 1                                           |
| Máximas anotadoras por temporada regular de liga |                                                                   |                                             |
| Torneo                                           | Jugadora                                                          | Goles                                       |
| Apertura 2017                                    | Ana Cristina Arvizu                                               | 4                                           |
| Clausura 2018                                    | Ana Cristina Arvizu                                               | 5                                           |
| Apertura 2018                                    | Yahaira Flores                                                    | 7                                           |
| Clausura 2019                                    | Isela Ojeda                                                       | 7                                           |
| Apertura 2019                                    | Estela Gómez                                                      | 5                                           |
| Clausura 2020 *                                  | Cinthya Peraza                                                    | 3                                           |
| Apertura 2020                                    | Olga Trasviña Alexia Villanueva Cinthya Peraza Alexxandra Ramírez | 3                                           |
| Clausura 2021                                    | Cinthya Peraza                                                    | 8                                           |
| Apertura 2021                                    | Alexia Villanueva                                                 | 11                                          |
| Clausura 2022                                    | Cinthya Peraza                                                    | 6                                           |
| Apertura 2022                                    | Alexia Villanueva Desarae Félix                                   | 4                                           |
| Clausura 2023                                    | Alexia Villanueva                                                 | 7                                           |
| Apertura 2023                                    | Michel Ruíz Alexxandra Ramírez                                    | 3                                           |
| Clausura 2024                                    | Annelise Henderson Itzaxaya García                                | 4                                           |

| Máximas anotadoras por liguilla | Máximas anotadoras por liguilla              | Máximas anotadoras por liguilla              |
| Torneo                          | Jugadora                                     | Goles                                        |
| ------------------------------- | -------------------------------------------- | -------------------------------------------- |
| Clausura 2020                   | Suspendido debido a la pandemia por COVID-19 | Suspendido debido a la pandemia por COVID-19 |
| Apertura 2021                   | Mariela Jiménez Cinthya Peraza Estela Gómez  | 2                                            |

## Palmarés

### Fuerzas Básicas
| Competición nacional         | Títulos | Subcampeonatos |
| ---------------------------- | ------- | -------------- |
| Liga MX Femenil Sub-17 (0/1) |         | Clausura 2022  |

## Jugadoras Extranjeras
| Jugadora         | Posición      | Edad    | Procedencia                   | Destino            | Duración            |
| ---------------- | ------------- | ------- | ----------------------------- | ------------------ | ------------------- |
| Linda Frías *    | Delantera     | 28 años | Alianza F.C.                  | Agente libre       | Cl. 2021 - Ap. 2021 |
| Julianna Pacheco | Mediocampista | 23 años | Corinthians FC San Antonio    | Agente libre       | Ap. 2021 - Cl. 2022 |
| Desarae Félix    | Mediocampista | 27 años | California Baptist University | Agente libre       | Ap. 2022 - Cl. 2023 |
| Sofía Varela     | Delantera     | 27 años | Deportivo Saprissa            | Deportivo Saprissa | Ap. 2023 - Cl. 2023 |
| Juelle Love      | Delantera     | 25 años | Creighton Bluejays            | Agente Libre       | Ap. 2023 - Cl. 2024 |
| Sofía García     | Defensa       | 24 años | Independiente Santa Fe        | Agente Libre       | Cl. 2024            |
| Anna Henderson   | Mediocampista | 25 años | Mallbackens IF                | Agente Libre       | Cl. 2024            |
| Mallory Olsson   | Delantera     | 25 años | Club Sport Herediano          | Agente Libre       | Cl. 2024            |
| María Peraza     | Defensa       | 31 años | Cruz Azul Fútbol Club         | En el club         | Ap. 2024            |

*La jugadora tiene nacionalidad mexicana, pero representa a otra selección nacional.

## Entrenadores
Actualizado al último partido disputado el: 4 de mayo de 2024
| Entrenador       | Temporada     | PJ | PG | PE | PP | TR | GF | GC  | DIF | PTS | POS                                          | Resultado                                    | EFE (%) |
| ---------------- | ------------- | -- | -- | -- | -- | -- | -- | --- | --- | --- | -------------------------------------------- | -------------------------------------------- | ------- |
| Armando Pedroza  | Copa MX 2017  | 3  | 1  | 0  | 2  | 0  | 3  | 4   | -1  | 3   | 7.º                                          | Fase de grupos                               | 33.3    |
| Armando Pedroza  | Apertura 2017 | 14 | 1  | 2  | 11 | 0  | 11 | 46  | -35 | 5   | 15.º                                         | Fase de grupos                               | 11.9    |
| Armando Pedroza  | Total         | 17 | 2  | 2  | 13 | 0  | 14 | 50  | -36 | 8   | 11.º                                         | Fase de grupos                               | 15.7 %  |
| Jorge Macías     | Clausura 2018 | 14 | 8  | 0  | 6  | 0  | 21 | 19  | 2   | 24  | 8.º                                          | Fase de grupos                               | 57.1    |
| Jorge Macías     | Apertura 2018 | 16 | 1  | 4  | 11 | 0  | 14 | 34  | -20 | 7   | 17.º                                         | Fase de grupos                               | 14.6    |
| Jorge Macías     | Clausura 2019 | 16 | 5  | 3  | 8  | 0  | 19 | 25  | -6  | 18  | 11.º                                         | Fase de grupos                               | 37.5    |
| Jorge Macías     | Apertura 2019 | 18 | 4  | 4  | 10 | 0  | 17 | 28  | -11 | 16  | 16.º                                         | Fase Regular                                 | 29.6    |
| Jorge Macías     | Total         | 64 | 18 | 11 | 35 | 0  | 71 | 106 | -35 | 65  | 13.º                                         | Fase Regular                                 | 33.9 %  |
| Martín Pérez (†) | Clausura 2020 | 9  | 0  | 2  | 7  | 0  | 8  | 18  | -10 | 2   | Suspendido debido a la pandemia por COVID-19 | Suspendido debido a la pandemia por COVID-19 | 7.4     |
| Martín Pérez (†) | Apertura 2020 | 16 | 5  | 5  | 6  | 1  | 17 | 20  | -3  | 21  | 9.º                                          | Fase Regular                                 | 41.7    |
| Martín Pérez (†) | Total         | 25 | 5  | 7  | 13 | 1  | 25 | 38  | -13 | 23  | 9.º                                          | Fase Regular                                 | 29.3 %  |
| Jorge Campos     | Clausura 2021 | 17 | 5  | 5  | 7  | 0  | 24 | 27  | -3  | 20  | 10.º                                         | Fase Regular                                 | 39.2    |
| Jorge Campos     | Apertura 2022 | 17 | 6  | 1  | 10 | 0  | 24 | 36  | -12 | 19  | 14.º                                         | Cuartos de final                             | 37.3    |
| Jorge Campos     | Clausura 2023 | 17 | 4  | 5  | 8  | 0  | 19 | 36  | -17 | 17  | 14.º                                         | Fase Regular                                 | 33.3    |
| Jorge Campos     | Total         | 51 | 15 | 11 | 25 | 0  | 67 | 99  | -32 | 56  | 11.º                                         | 1 Cuartos de final                           | 36.6 %  |
| Vinicio Guerrero | Apertura 2023 | 17 | 0  | 5  | 12 | 0  | 12 | 51  | -39 | 5   | 17.º                                         | Fase Regular                                 | 9.8     |
| Vinicio Guerrero | Total         | 17 | 0  | 5  | 12 | 0  | 12 | 51  | -39 | 5   | 17.º                                         | Fase Regular                                 | 9.8 %   |
| Karla Maya       | Clausura 2024 | 17 | 2  | 2  | 13 | 0  | 15 | 65  | -50 | 8   | 17.º                                         | –                                            | 15.7    |
| Karla Maya       | Total         | 17 | 2  | 2  | 13 | 0  | 15 | 65  | -50 | 8   | 17.º                                         | Fase Regular                                 | 15.7 %  |